# Petroconsultants
Petroconsultants war ein Informationsunternehmen für die Erdöl- und Erdgasexploration sowie das sogenannte „Scouting“. Sie  wurde 1968 in Genf gegründet, um die Aktivitäten von Harry Wassall and Associates fortzuführen, einer Firma, die 1956 in Havanna ins Leben gerufen worden war. Petroconsultants sammelte weltweit Informationen über Erdöl- und Erdgasbohrungen sowie Förderfelder und veröffentlichte diese in verschiedenen Formaten. Ölgesellschaften kauften diese Informationen, um über die Aktivitäten der Konkurrenz informiert zu bleiben, und lieferten im Gegenzug auch selbst Daten, die sie öffentlich bekannt machen wollten; weitere Informationen stammten von lokalen Vertretern von Petroconsultants. Außerdem war Petroconsultants ein bedeutender Hersteller von Karten und initiierte 1980 mit „Geodat“ das erste kommerzielle, globale digitale Kartenprojekt.
Auf dem Höhepunkt ihrer Tätigkeit in den 1980er Jahren hatte Petroconsultants rund 200 Großkunden sowie Niederlassungen in Dublin, Cambridge, London, Houston, Singapur und Sydney. Im Laufe der Jahre veröffentlichte das Unternehmen Hunderte von Berichten und beschäftigte mehrere Hundert Mitarbeiter. Bemerkenswert ist, dass Petroconsultants zu den frühen Entwicklern von computergestützten Datenbanken für Erdölbohrungen und -felder sowie der digitalen Kartografie gehörte. 1996 wurde Petroconsultants von der IHS Group übernommen und ist seither weitgehend in dieses Unternehmen integriert.